# 林帕赫河
47°09′36″N 7°32′47″E / 47.16007°N 7.54634°E

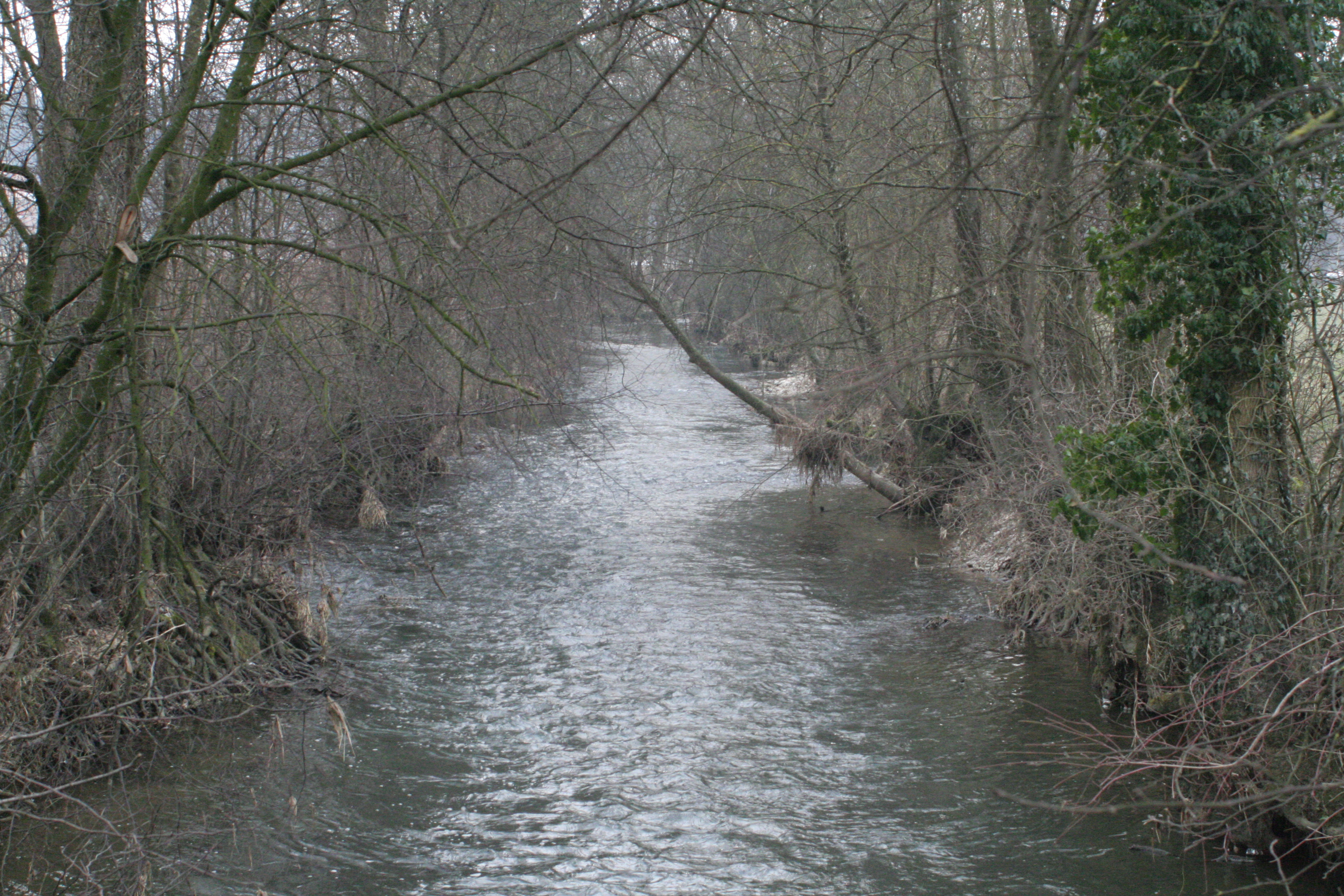

林帕赫河是瑞士的河流，位於該國中西部，流經伯恩州和索洛圖恩州，屬於埃默河的左支流，河道全長19.3公里，流域面積78.4平方公里，河口處在貝特金登。